# Маріонеткова корона
Маріонеткова корона (англ. The Puppet Crown) — американська драма режисера Джорджа Мелфорда 1915 року.

## У ролях
- Іна Клер — принцеса Алексія
- Карлайл Блекуелл старший — Боб Керов
- Кріс Лінтон — король Леопольд
- Клео Ріджлі — герцогиня Сільвія
- Хорас Б. Карпентер — граф Меллендорф
- Джон Абрахам — Маршал Кампф
- Джордж Гебхардт — полковник Бове
- Том Форман — лейтенант фон Міттер
- Марджорі Доу — графиня Ельза